# Épisodes de Mob City
Cet article présente les épisodes de la série télévisée Mob City, diffusée du 4 au 18 décembre 2013 sur TNT.

## Synopsis
Los Angeles, 1947. Bugsy Siegel, criminel impitoyable, fait régner la terreur sur la ville. Le LAPD, dirigé par William H. Parker, entre en conflit avec plusieurs des gangsters de Bugsy, ainsi qu'avec Mickey Cohen. Une vague de règlements de comptes de plus en plus violents ont lieu et la corruption de la police est courante. Joe Teague se lance alors dans cette guerre sanglante à corps perdu…

## Distribution
- Jon Bernthal (VF : Jérôme Pauwels) : Détective Joe Teague
- Milo Ventimiglia (VF : Rémi Bichet) : Ned Stax
- Neal McDonough (VF : Bruno Dubernat) : Capitaine William H. Parker
- Alexa Davalos (VF : Élisabeth Ventura) : Jasmine Fontaine
- Jeffrey DeMunn (VF : Jean-Luc Kayser) : Détective Hal Morrison
- Robert Knepper (VF : Christian Visine) : Sid Rothman
- Jeremy Luke (VF : Julien Chatelet) : Mickey Cohen
- Gregory Itzin (VF : Gilbert Lévy) : Fletcher Bowron, le maire de Los Angeles
- Edward Burns (VF : Patrick Mancini) : Bugsy Siegel
- Dana Gould (VF : Luc Boulad) : Tug Purcell
- Jon Pollono (VF : Benjamin Pascal) : Pat Dolan
- Andrew Rothenberg (VF : Fabien Jacquelin) : Eddy Sanderson
- Daniel Roebuck (VF : Olivier Cordina) : Nick Bledsoe
- Iddo Goldberg (VF : Mathieu Buscatto) : Leslie Shermer
- Mike Hagerty (VF : Thierry Mercier) : Jack Bray
- Michael McGrady (VF : Richard Leblond) : le chef Clemence B. Horrall
- Jeremy Strong (VF : Sylvain Agaësse) : Mike Hendry
- Gordon Clapp (VF : Bernard Bollet) : Carl Stecker
- Mekia Cox (VF : Célia Charpentier) : Anya, la barmaid dans l'un des bars de Bunny
- James Landry Hébert : Miles Hewitt
- Louis Lombardi : Stucky Fein
- Edward Edwards : Blake Cremmins
- Paul Ben-Victor (VF : Frédéric van den Driessche) : Jack Dragna
- Simon Pegg (VF : Cédric Dumond) : Hecky Nash
- Ernie Hudson : « Bunny », gangster, propriétaire de boîtes de nuit sur Central Avenue
- Micah Parker : Moe Feltzer
- Amin Joseph (en) : Booker « Skeety » Washington Smith

## Liste des épisodes

### Épisode 1:Un type entre dans un bar...
- États-Unis : 4 décembre 2013 sur TNT
- France : 30 mars 2015 sur Série Club

### Épisode 2:Pour le meilleur et pour le pire
- États-Unis : 4 décembre 2013 sur TNT
- France : 30 mars 2015 sur Série Club

### Épisode 3:Lumière rouge
- États-Unis : 11 décembre 2013 sur TNT
- France : 30 mars 2015 sur Série Club

### Épisode 4:Le Gang des bananes
- États-Unis : 11 décembre 2013 sur TNT
- France : 6 avril 2015 sur Série Club

### Épisode 5:Piqueboeuf
- États-Unis : 18 décembre 2013 sur TNT
- France : 6 avril 2015 sur Série Club

### Épisode 6:Couche-toi Gunny
- États-Unis : 18 décembre 2013 sur TNT
- France : 6 avril 2015 sur Série Club